# Ammoniumthioglycolaat
Ammoniumthioglycolaat is een zout dat gebruikt wordt voor het permanenten van haar volgens de koude methode.

## Synthese
Het kan bereid worden door ammoniumhydroxide met een oplossing van thioglycolzuur te mengen. De reactie zelf is een evenwichtsreactie:
{\displaystyle {\ce {NH3 + HSCH2COOH <=> HSCH2COONH4}}}

## Permanenten van haar
Een oplossing van ammoniumthioglycolaat bevat veel vrije ammoniak dat het haar laat opzwellen waardoor de haarschubben open gaan staan.
Het haar wordt op krullers (cilindervormige wikkels) gezet, waarna op het haar ammoniumthioglycolaat aangebracht wordt. Het anion van het ammoniumthioglycolaat verbreekt de sterke zwavelbruggen in het haar, waardoor het haar vervormbaar wordt. Hierna wordt de nog overgebleven ammoniumthioglycolaat geneutraliseerd met waterstofperoxide, waarbij tevens de zwavelbruggen tussen de keratineketens, maar nu op andere plaatsen die overeenkomen met de krultoestand van het haar, weer hersteld worden. Hierdoor worden de krullen gefixeerd.
Door deze behandeling wordt het haar wel verzwakt en kan het na herhaalde permanenten gaan breken.